# Заводов, Роман Валентинович
Роман Валентинович Заводов (родился 18 мая 1965 года в Москве) — советский, казахстанский и российский хоккеист.

## Карьера
Воспитанник московской школы хоккея «Крылья Советов». Выступал за команду «Буран» из Воронежа, выступавшую в первой лиге. С распадом СССР переехал в Казахстан, где выступал за команды МХЛ «Торпедо» из Усть-Каменогорска и «Автомобилист» из Караганды.
Привлекался в сборную Казахстана. На чемпионате мира 1995 года провёл 4 игры.
В 1996 году вернулся в Воронеж, где выступал до 2002 года (с небольшим перерывом).
По окончании спортивной карьеры стал тренером. Работает в московской команде «Русь» в качестве детского тренера.